# زندگی در صحنه قتل
«زندگی در صحنه قتل» (به انگلیسی: Life on the Murder Scene) آلبومی از گروه موسیقی آلترنتیو راک مای کمیکال رومنس است که در ۲۱ مارس ۲۰۰۶ منتشر شد.